# Michael E. DeBakey
Michael Ellis DeBakey, nacido Michel Ellis Dabaghi (Lake Charles, 7 de septiembre de 1908 - Houston, 11 de julio de 2008) fue un cirujano cardiovascular e investigador estadounidense, cuyos padres eran inmigrantes libaneses.
Fue uno de los 4411 colaboradores de la versión impresa de 2007 de la Encyclopædia Britannica. Falleció en el Hospital Metodista de Houston el 11 de julio de 2008, a los 99 años.
La Escuela Preparatoria DeBakey para las Profesiones de la Salud lleva el nombre de DeBakey.
DeBakey fue llamado para realizar una esplenectomía al Sha de Irán debido a su linfoma. Aunque Debakey era un renombrado cirujano cardiotorácico estadounidense en ese momento, su experiencia en la realización de esta cirugía era escasa. Al realizar la esplenectomía, lesionó la cola del páncreas, lo que condujo a una infección que en días siguientes produciría la muerte del Sha.